# 李德美 (印度尼西亚)
李·阿古斯蒂努斯·达玛万（1946年4月16日—），本名李德美，印度尼西亚华裔外科医生、健康专家，祖籍中国厦门。
李德美于2009年发起成立了非盈利医疗组织doctorSHARE，旨在利用“李德美医生浮动医院”（医疗服务船舶），为生活在偏远地区的印尼人提供免费医疗服务。